# Dominic Lafontaine
 (décembre 2019).
Pour les articles homonymes, voir Lafontaine.
Dominic Lafontaine, né en 1979 à Kirkland Lake en Ontario au Canada, est un artiste visuel, poète et musicien de la Première nation de Timiskaming (Algonquins).

## Biographie
Dominic Lafontaine est bachelier en arts visuels de l'Université d'Ottawa.
Depuis 2016, il est secrétaire-trésorier de Témis.tv[réf. souhaitée], la télévision communautaire du Témiscamingue.

## Son œuvre
L'œuvre de Dominic Lafontaine est associée à une panoplie de techniques et médiums : écriture, performance, vidéo, installation, musique. Ses réalisations explorent les notions d’identité, de sens et d’appartenance culturelle. Il cherche à synthétiser sa connaissance de l’histoire de l’art autochtone avec des nouveaux médias afin de redéfinir le vocabulaire esthétique de l’art Anishinabe contemporain.
Dominic Lafontaine est membre du collectif de cinéastes Wapikoni Mobile.
En 2019, il crée et expose l'œuvre Ni l’un ni l’autre portant sur les énergies invisibles avec le concours logistique de l'Office National du Film du Canada.
En 2018, il conçoit à Winnipeg, le laboratoire créatif Déranger 2, ayant pour but de donner la chance à des artistes provenant des communautés autochtones, de prototyper des œuvres médiatiques.
Il reçoit en 2024, le Prix du CALQ, Artiste de l'année en Abitibi-Témiscamingue, remis par le Conseil des arts et des lettres du Québec.